# Ketziner Siedlung
Ketziner Siedlung ist ein bewohnter Gemeindeteil im Ortsteil Schmergow der Gemeinde Groß Kreutz (Havel) im Landkreis Potsdam-Mittelmark in Brandenburg.

## Geografische Lage
Der Wohnplatz liegt im äußersten Nordwesten der Gemarkung und dort östlich des Ortsteils Schmergow. Östlich des Wohnplatzes fließt die Havel vom Süden kommend zunächst in nördlicher, später in westlicher Richtung an der Wohnbebauung vorbei. Die umliegenden Flächen werden vorzugsweise landwirtschaftlich genutzt und durch den Graben 03/V001 in die Havel entwässert.

## Geschichte
Eine erste Erwähnung findet sich als bei Rohrlach als Wohnplatz Erdestich im Jahr 1895, der zu Schmergow gehörte.